# Liberty Street

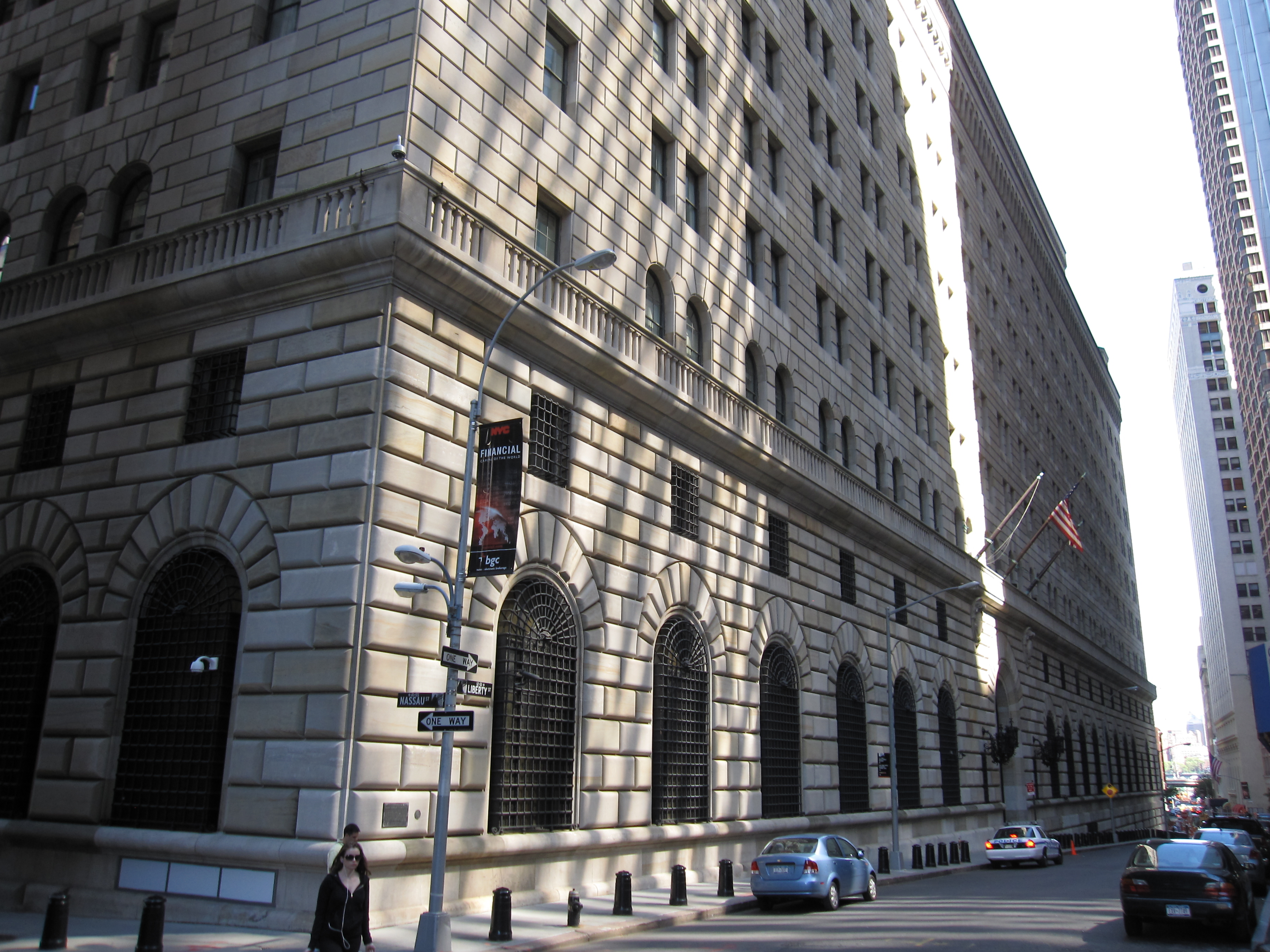
Federal Reserve Bank op 33 Liberty Street

Liberty Street is een straat in de Amerikaanse stad New York, die oost-west door het midden van de financiële wijk Lower Manhattan loopt. 
Langs de weg staan enkele beroemde wolkenkrabbers of andere bezienswaardigheden zoals de Federal Reserve Bank van New York, het One Chase Manhattan Plaza, het One Liberty Plaza, twee gebouwen van het World Financial Center – het One World Financial Center met aan de overzijde het Two World Financial Center – en de World Trade Center site met het stadspark Liberty Park. Het in de aanslagen op 11 september 2001 beschadigde Deutsche Bank Building was aan de straat gelegen tot 2011. 
De straat heeft zijn voornaamste kruispunten op West Street en op Church Street. Het oostelijke eindpunt ligt op een half 'sterkruispunt' met Maiden Lane en Gold Street. 
Liberty Street werd aangelegd net na de Amerikaanse Revolutie en draagt de naam sinds 1793. Tussen de jaren 1860 en de jaren 60 van de 20e eeuw voer de veerboot uit de richting van New Jersey vanaf een pier aan de straat over de Hudson naar Jersey City. In de late jaren 1960 werden alle gebouwen die langs de noordkant van de straat liepen van Church Street naar West Street gesloopt – evenals de wijk Radio Row – om plaats te ruimen voor het World Trade Center.
Het brandweerkorps Firehouse 10 is gehuisvest op 124 Liberty Street.